# Peter Kikow
Peter Kikow (* 15. Juli 1944 in Eberswalde) ist ein deutscher Politiker (SPD, Freie Wähler).

## Leben und Beruf
In den Jahren 1960 bis 1963 machte Kikow eine Lehre, danach arbeitete er als Schweißer. Im Jahr 1968 wurde er zum Schichtleiter befördert, 1973 wurde er Abteilungsleiter, 1987 Kesselwärter. Von 1990 bis 1993 war er Betriebsratsvorsitzender. 1993 und 1994 war für das Zählerwesen verantwortlicher Mitarbeiter. Kikow ist verheiratet und ist Vater von drei Kindern.

## Politik
Im Jahr 1990 gehörte Kikow zu den Mitbegründern der SPD in Eberswalde und wurde im selben Jahr auch in die Stadtverordnetenversammlung von Eberswalde gewählt, von 1994 bis 2008 war er dort Fraktionsvorsitzender der SPD. Kikow war zeitweise auch Vorsitzender des Aufsichtsrats der Stadtwerke Eberswalde. 
Bei der Landtagswahl in Brandenburg 1994 wurde Kikow als Direktkandidat der SPD im Wahlkreis 15 (Barnim III) in den brandenburgischen Landtag gewählt. Im Landtag war er Mitglied des Hauptausschusses und im Ausschuss für Inneres. Kikow war Abgeordneter des Landtags vom 11. Oktober 1994 bis zum  29. September 1999. Bei der Wahl 1999 unterlag er gegen Heinz Dobberstein von der PDS, im Jahr 2004 unterlag er im Wahlkreis Barnim I gegen Margitta Mächtig, ebenfalls von der PDS.
Im Juli 2008 trat Kikow aus der SPD aus, nachdem er von der Partei nicht für die nächsten Kommunalwahlen als Kandidat für die Eberswalder Stadtverordnetenversammlung aufgestellt worden war. Kikow blieb bis zur Wahl parteiloser Abgeordneter der Stadtverordnetenversammlung und kandidierte dann bei der Kommunalwahl als unabhängiger Einzelkandidat, jedoch ohne Erfolg. Er schloss sich im Oktober 2008 den Freien Wählern Eberswalde an, um weiter kommunalpolitisch zu arbeiten.
Seit dem 8. Juni 2010 ist er als Vertreter des Seniorenbeirats Mitglied im Ausschuss für Haushalt und Finanzen des Kreistages Barnim.